# Valmieras distrikt
Valmieras distrikt (lettisk: Valmieras rajons) er beliggende i regionen Livland i det nord-østlige Letland. Udover den centrale administration består Valmieras distrikt af 23 selvstyrende enheder: 3 byer (lettisk: pilsētas, plur.; pilsēta, sing.), 1 storkommune (lettisk: novadi, plur.; novads, sing.) samt 19 landkommuner (lettisk: pagasti, plur.; pagasts, sing.).

## Selvstyrende enheder underlagt Valmieras distrikt
- Bērzaine landkommune
- Brenguļi landkommune
- Burtnieki landkommune
- Burtnieki storkommune
- Dikļi landkommune
- Ipiķi landkommune
- Jeri landkommune
- Kauguri landkommune
- Kocēni landkommune
- Ķoņi landkommune
- Lode landkommune
- Mazsalaca by
- Naukšēni landkommune
- Ramata landkommune
- Rencēni landkommune
- Rūjiena by
- Sēļi landkommune
- Skaņkalne landkommune
- Vaidava landkommune
- Valmiera by
- Valmiera landkommune
- Vilpulks landkommune
- Zilākalns landkommune

57°33′N 25°24′Ø / 57.55°N 25.4°Ø